# Xã Amo, Quận Cottonwood, Minnesota
Xã Amo (tiếng Anh: Amo Township) là một xã thuộc quận Cottonwood, tiểu bang Minnesota, Hoa Kỳ. Năm 2010, dân số của xã này là 132 người.